# Montaigut, Puy-de-Dôme
Montaigut là một xã ở tỉnh Puy-de-Dôme trong vùng Auvergne-Rhône-Alpes miền trung nước Pháp. Xã này nằm ở khu vực có độ cao trung bình 626 mét trên mực nước biển.